# Антонија Верхаз
Антонија Верхаз, (Бања Лука, 21. август 1967) је инфектолог, ванредни професор. Начелник је Клинике за инфективне болести на Универзитетско клиничком центру Републике Српске.

## Биографија
У Бањој Луци завршила је основну и Медицинску школу, Медицински факултет (1992) и специјализацију из инфектологије (1999) на истом факултету, а супспецијализацију из гастроентерологије на Медицинском факултету у Београду (2005). На Медицинском факултету у Бањој Луци 2004. одбранила је магистарски рад Анализа антимикробне резистенције узрочника болничких инфекција уринарног тракта изазваних употребом уринарних катетера, а 2012. докторску тезу Епидемиолошке, клиничко-биохемијске и патохистолошке карактеристике хронuчнuх Ц хеnаmиmиса код болесника лијеченuх у Клиници за инфектuвне болести у Бањој Луци.
Радила је у Дому здравља у Прњавору 1994-1995, а од тада ради као инфектолог у Универзитетској болници Клиничког центра у Бањој Луци. Била је ангажована као љекар у Санитетској служби 1. крајишког корпуса ВРС. (1993-1995). На Медицинском факултету у Бањој Луци изабрана је за асистента 1996, вишег асистента 2005, доцента 2012, а ванредног професора 2017. године. Од 2016. шеф је Катедре за инфектологију. Уже подручје којим се бави је хепатологија. Радила је на увођењу нових смјерница за дијагностику и терапију хроничних вирусних хепатитиса, према свјетским препорукама. Национални је координатор Републике Српске за вирусне хепатитисе. Члан је стручних удружења (у БиХ, Србији, Хрватској) и Европске асоцијације за проучавање јетре.